# Aqueduc d'Aquincum
L'aqueduc d'Aquincum se trouve sur le site de la cité antique d'Aquincum sur le territoire d'Óbuda en Hongrie.

## Description
L'aqueduc servait à approvisionner en eau la ville antique d'Aquincum, autrefois située à Óbuda. L'approvisionnement en eau d'une colonie romaine était généralement réalisé au moyen de puits creusés, mais en plus de ceux-ci, des aqueducs étaient également utilisés si l'eau devait être transportée de plus loin. Les besoins en eau d'Aquincum servaient aussi aux thermes romains de la  ville. L'aqueduc nord-sud construit sur une pente douce au début du IIe siècle apr. J.-C., transportait l'eau sur une distance d'environ 5 km pour le castrum d'Aquincum, la  cité civile fondée par les Eravisces et les alentours. 
L'eau des sources était collectée séparément dans des tuyaux en céramique et conduite dans la branche principale dans un canal en pierre, vers lequel un château d'eau pompait l'eau au point de raccordement de la dernière branche. De là, l'eau traversait l'aqueduc fortifié, voûté et en pente en direction du camp et des colonies. Le mur mesurait plusieurs mètres de haut et l’eau coulait par-dessus dans des tuyaux en terre cuite.

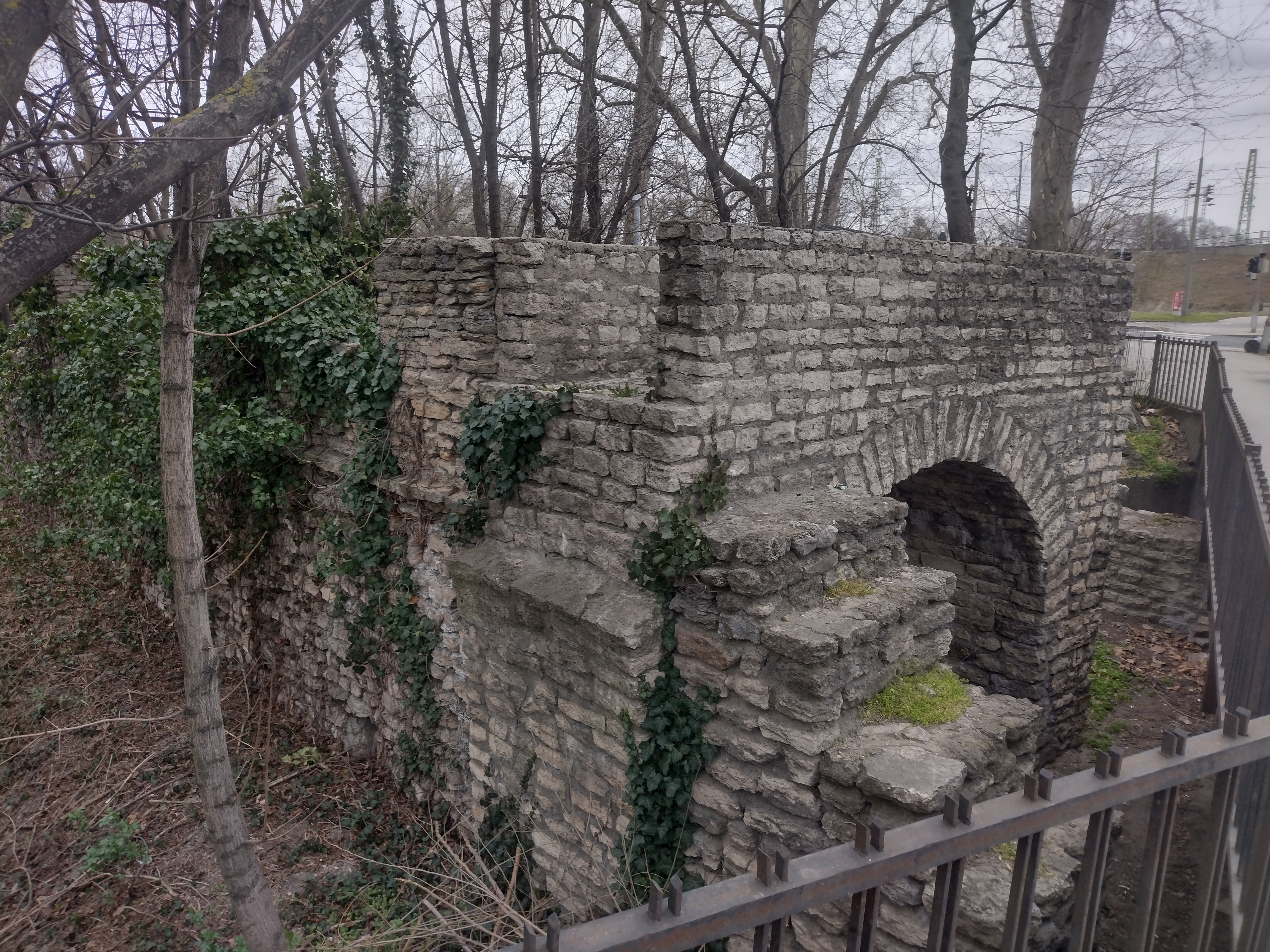
Point de passage de l'aqueduc et de l'enceinte de la cité d'Aquincum.

La ligne de l'aqueduc était divisée en trois sections. La première se terminait au mur nord de la ville civique. La deuxième section de l'aqueduc traversait la ville bourgeoise et se terminait à son mur sud. Sa troisième section s'est déplacée vers le sud de la ville en direction du camp.
À l'intérieur des murs de la cité, l'approvisionnement en eau et l'évacuation des eaux usées des bâtiments ont été assurés par des canalisations souterraines. Des réservoirs de distribution ont été insérés, à partir desquels l'eau était acheminée vers des conduites de dérivation sous les rues.
Au Moyen Âge, de nombreuses croyances étaient attachées à l’aqueduc romain. À la suite d'Anonymus, la tombe d'Árpád fut recherché au bord de l'aqueduc. À l'époque de Louis Ier le Grand, la ligne de piliers était une limite de propriété et l'un de ses piliers est devenu un sanctuaire. Les pierres de l'aqueduc ont ensuite été en grande partie extraites et emportées, ou détruites. Le tracé de l'aqueduc a été réalisé par l'ingénieur Luigi Ferdinando Marsigli au XVIIe siècle et le premier relevé monumental a été créé en 1857. Au début au XXe siècle, lors de l'électrification du chemin de fer local en 1904 et lors de la reconstruction de sa voie en 1911, plusieurs de ses piliers furent mis en valeur. Des fouilles plus importantes ne furent possibles qu'entre 1974 et 1979.

## Les sanctuaires des sources
Au point de départ de l'aqueduc, au niveau des sources, une zone sanctuaire a été créée en l'honneur des nymphes, dont les ruines préservées sont encore visibles aujourd'hui. Des bâtiments en bois ou en pierre étaient érigés au-dessus des sources, qui servaient à la fois de sanctuaire et de puits. Dans ceux-ci, à partir d'une douille en terre cuite, l'eau circulait dans de petits canaux en pierre en direction du tuyau principal.